# Trihalogenometany
Trihalogenometany (halogenoformy, haloformy, THMy, trihalometany) – organiczne związki chemiczne z grupy halogenków alkilu, będące halogenowymi pochodnymi metanu (CH4), w którym trzy atomy wodoru zostały zastąpione atomami halogenu (fluorem, chlorem, bromem lub jodem). Użytkowane są w przemyśle jako rozpuszczalniki oraz substancje chłodnicze. Niektóre są wyjątkowo toksyczne i karcynogenne. Nawet w niewielkich ilościach mogą spowodować silne zanieczyszczenie środowiska. Do ich wykrywania stosuje się kapilarną chromatografię gazową.

## Najważniejsze trihalogenometany
| Wzór sumaryczny | Nazwa systematyczna | Nazwa zwyczajowa | Inne nazwy              | Struktura             |
| --------------- | ------------------- | ---------------- | ----------------------- | --------------------- |
| CHF3            | trifluorometan      | fluoroform       | Freon 23, R-23, HFC-23  | Fluoroform            |
| CHClF2          | chlorodifluorometan | –                | Freon 22, R-22, HCFC-22 | Chlorodifluoromethane |
| CHCl3           | trichlorometan      | chloroform       | trójchlorometan         | Chloroform            |
| CHBrCl2         | bromodichlorometan  | –                | –                       | Bromodichloromethane  |
| CHBr2Cl         | dibromochlorometan  | –                | –                       | Dibromochloromethane  |
| CHBr3           | tribromometan       | bromoform        | –                       | Bromoform             |
| CHI3            | trijodometan        | jodoform         | –                       | Iodoform              |

## Zastosowania
Do niedawna trifluorometan i chlorodifluorometan były powszechnie stosowane w agregatach urządzeń chłodniczych. Jednak obecnie po wykazaniu destrukcyjnego wpływu tych związków na warstwę ozonową, a co za tym idzie, przyczynianie się do powstania tzw. dziury ozonowej zaprzestaje się ich użytkowania.
Fluoroform i chlorodifluorometan są szeroko stosowane jako czynniki chłodzące. Związki te rozkładają się w atmosferze szybciej niż freony, co powoduje mniejsze szkody dla warstwy ozonowej. Fluoroform nie zawiera chloru przez co nie jest szkodliwy dla ozonosfery.
Chloroform jest tanim, mało polarnym rozpuszczalnikiem stosowanym w chemii organicznej (często w zastępstwie bardziej szkodliwego czterochlorku węgla). Jako związek rakotwórczy wypierany jest przez chlorek metylenu. Nadal ma także duże znaczenie w chemii analitycznej, służy także do preparowania tkanek.
Jodoform jest żółtym proszkiem o silnym działaniu antyseptycznym.

## Zagrożenie dla środowiska
Trihalogenometany są to związki silnie toksyczne i trudno biodegradowalne. Są one przykładem substancji dających natychmiastowe oraz, przede wszystkim, późniejsze, ujemne skutki zdrowotne. Poprzez kumulowanie się w komórkach żywych organizmów, wykazują m.in. działanie karcynogenne, mutagenne i teratogenne. Powstają głównie w końcowych stadiach procesu uzdatniania wody, chlorowaniu oraz dezynfekcji. Zawartość THM-ów w wodach naturalnych jest ściśle normowana, ich łączna masa nie może przekroczyć 100 µg/dm3.